# Eurychilopterella
Eurychilopterella is een geslacht van wantsen uit de familie van de Miridae (Blindwantsen). Het geslacht werd voor het eerst wetenschappelijk beschreven door Odo Reuter in 1909.

## Soorten
Het genus bevat de volgende soorten:

- Eurychilopterella barberi Knight, 1927
- Eurychilopterella brunneata Knight, 1927
- Eurychilopterella chiapas Stonedahl in Stonedahl, Lattin & Razafimahatratra, 1997
- Eurychilopterella jalisco Stonedahl in Stonedahl, Lattin & Razafimahatratra, 1997
- Eurychilopterella keltoni Stonedahl in Stonedahl, Lattin & Razafimahatratra, 1997
- Eurychilopterella luridula Reuter, 1909
- Eurychilopterella pacifica Stonedahl in Stonedahl, Lattin & Razafimahatratra, 1997
- Eurychilopterella polhemusi Stonedahl in Stonedahl, Lattin & Razafimahatratra, 1997
- Eurychilopterella tlaxacala Stonedahl in Stonedahl, Lattin & Razafimahatratra, 1997